# Professional'nyj Basketbol'nyj klub CSKA 2016-2017
Questa voce raccoglie le informazioni riguardanti il Professional'nyj Basketbol'nyj klub CSKA nelle competizioni ufficiali della stagione 2016-2017.

## Stagione
La stagione 2016-2017 del Professional'nyj Basketbol'nyj klub CSKA è la 26ª nel massimo campionato russo di pallacanestro, la VTB United League.

## Roster
Aggiornato al 12 luglio 2019
| CSKA Mosca 2016-17 | CSKA Mosca 2016-17 |
| Giocatori          | Staff tecnico      |
| ------------------ | ------------------ |

| N. | Naz.                                      | Ruolo | Nome               | Anno | Alt.   | Peso   |  |
| -- | ----------------------------------------- | ----- | ------------------ | ---- | ------ | ------ |  |
| 1  | Francia (bandiera)                        | P     | Nando de Colo      | 1987 | 196 cm | 91 kg  |  |
| 3  | Russia (bandiera)                         | GA    | Dmitrij Kulagin    | 1992 | 198 cm | 89 kg  |  |
| 4  | Serbia (bandiera)                         | P     | Miloš Teodosić     | 1987 | 195 cm | 87 kg  |  |
| 5  | Stati Uniti (bandiera)                    | AG    | James Augustine    | 1984 | 208 cm | 108 kg |  |
| 7  | Russia (bandiera)                         | G     | Vitalij Fridzon    | 1985 | 194 cm | 81 kg  |  |
| 9  | Stati Uniti (bandiera)                    | G     | Aaron Jackson      | 1986 | 190 cm | 83 kg  |  |
| 11 | Russia (bandiera)                         | AG    | Semën Antonov      | 1989 | 202 cm | 104 kg |  |
| 12 | Uzbekistan (bandiera) · Russia (bandiera) | C     | Pavel Korobkov     | 1989 | 206 cm | 103 kg |  |
| 13 | Russia (bandiera)                         | C     | Ivan Lazarev       | 1991 | 210 cm | 105 kg |  |
| 19 | Regno Unito (bandiera)                    | C     | Joel Freeland      | 1987 | 210 cm | 112 kg |  |
| 20 | Russia (bandiera)                         | AG    | Andrej Voroncevič  | 1987 | 207 cm | 107 kg |  |
| 22 | Stati Uniti (bandiera)                    | GA    | Cory Higgins       | 1986 | 195 cm | 82 kg  |  |
| 23 | Stati Uniti (bandiera)                    | C     | Jeff Ayres         | 1987 | 206 cm | 113 kg |  |
| 30 | Russia (bandiera)                         | PG    | Michail Kulagin    | 1994 | 191 cm | 87 kg  |  |
| 31 | Russia (bandiera)                         | AG    | Viktor Chrjapa (C) | 1982 | 203 cm | 101 kg |  |
| 41 | Russia (bandiera)                         | A     | Nikita Kurbanov    | 1986 | 202 cm | 99 kg  |  |
| 42 | Stati Uniti (bandiera)                    | AC    | Kyle Hines         | 1986 | 198 cm | 111 kg |  |

| Allenatore                                                                                                |
| - Dīmītrīs Itoudīs                                                                                        |
| Assistente/i                                                                                              |
| - Anton Judin - Darryl Middleton - Andreas Pistiolīs Legenda - (C) Capitano - (IN) Inattivo - Infortunato |

## Mercato

### Sessione estiva
| Acquisti | Acquisti          | Acquisti        | Acquisti      | Acquisti |
| R.a      | Nome              | da              | Modalità      |          |
| -------- | ----------------- | --------------- | ------------- | -------- |
| C        | Jeff Ayres        | L.A. Clippers   | definitivo    |          |
| AG       | Semën Antonov     | Nižnij Novgorod | definitivo    |          |
| AG       | James Augustine   | Chimki          | definitivo    |          |
| AG       | Aleksandr Gudumak | Sakhalin        | fine prestito |          |

| Cessioni | Cessioni          | Cessioni        | Cessioni       | Cessioni |
| R.       | Nome              | a               | Modalità       |          |
| -------- | ----------------- | --------------- | -------------- | -------- |
| AP       | Demetris Nichols  | Panathīnaïkos   | fine contratto |          |
| A        | Anton Astapkovič  | Avtodor Saratov | prestito       |          |
| AG       | Aleksandr Gudumak | Nižnij Novgorod | prestito       |          |

### Dopo l'inizio della stagione
| Acquisti | Acquisti | Acquisti | Acquisti | Acquisti |
| R.       | Nome     | da       | Data     | Modalità |
| -------- | -------- | -------- | -------- | -------- |

| Cessioni | Cessioni   | Cessioni       | Cessioni         | Cessioni       |
| R.       | Nome       | a              | Data             | Modalità       |
| -------- | ---------- | -------------- | ---------------- | -------------- |
| C        | Jeff Ayres | L.A. D-Fenders | 23 novembre 2016 | fine contratto |